# تیدفیل
سنت تیدفیل (به ولزی: تودفیل؛ شهادت: ۴۸۰ میلادی) پای‌مرد افسانه‌ای شهر مِرثر تیدفیل در ولز است. نیایش‌گاه کهنِ این ناحیه به نام اوست و باور بر آن است که در همان‌جا جان باخته‌است.
بر پایه‌ی افسانه، تیدفیل بیست‌وسومین دخترِ بریخان، شاهِ بریخینیوگ، از همسر چهارم او بود. وی همراه با برادرش رون، در مِرثر تیدفیل، به‌دست کافرانِ ولزی یا آنگلوساکسون، کشته شد و در همان‌جا به خاک سپرده شد. از چشمه‌ی مینوی او، فِنُن تیدفیل، که گمان می‌رود در پایان جنوبی خیابان وِل در مرثر تیدفیل بوده، هیچ نشانی بر جای نمانده است. نیایش‌گاهِ وابسته به چشمه‌ی سنت تیدفیل، در بخش «کوار» (سنگ‌بُری) این ناحیه جای دارد.
نیایش‌گاهِ سنت تیدفیل در لیسوورنی، در دره‌ی گلامورگان، به نام اوست؛ همچنین نیایشگاهی در کلیسای لَنتوِت ماژور نیز بدو ویژه بوده، تا آن‌که به دیر توکس‌بری واگذار شد.